# カプコン クラシックス コレクション
『カプコン クラシックス コレクション』は、カプコンより発売された初期のアーケードゲームを収録したソフトである。本項目ではその前身となった『カプコンジェネレーション』や同類のソフトである『カプコンアーケード』についても記述する。

## カプコンジェネレーション
1998年にPlayStationおよびセガサターン向けに発売された。PlayStation版のみ、攻略本とセットの廉価版（カプコレ）が『カプコン レトロゲーム コレクション』として2005年に発売された。振動機能のON/OFFが選択可能となった。オリジナルが縦画面仕様の作品は画面を90度回転させた画面モードでプレイできるが、その際には縦置可能モニターが必要になる。レイティングは全てCERO：A（全年齢対象）。
各作品の移植以外には、ゲームのBGMをアレンジされたものに変更したり、各作品のゲームやキャラクター紹介、ポスターや資料などの画像、攻略ヒントやアレンジされたBGMの鑑賞ができるコレクションモードがある。コレクションモードの中には、ゲーム内で条件を満たさないと鑑賞できないものもある。
☆印は当時家庭用初移植のタイトル。
第1集 撃墜王の時代
1998年8月27日発売（レトロゲーム コレクションVol.1は2005年3月30日発売 ISBN 4-906582-55-9）
- 1942
- 1943 ミッドウェイ海戦
- 1943改

第2集 魔界と騎士
1998年9月23日発売（レトロゲーム コレクションVol.2は2005年3月30日発売 ISBN 4-906582-56-7）
- 魔界村
- 大魔界村
- 超魔界村（唯一家庭用タイトルからの収録）

第3集 ここに歴史はじまる
1998年10月15日発売（レトロゲーム コレクションVol.3は2005年5月25日発売 ISBN 4-906582-67-2）
- エグゼドエグゼス
- ソンソン
- バルガス☆
- ひげ丸☆

第4集 孤高の英雄
1998年11月12日発売（レトロゲーム コレクションVol.4は2005年6月25日発売 ISBN 4-906582-69-9）
- ガンスモーク
- 戦場の狼
- 戦場の狼II

第5集 格闘家たち
1998年12月3日発売（レトロゲーム コレクションVol.5は2005年7月28日発売 ISBN 4-906582-78-8）
2016年2月3日より、ゲームアーカイブスにて配信開始。
- ストリートファイターII
- ストリートファイターII' -CHAMPION EDITION-
- ストリートファイターII' TURBO -HYPER FIGHTING-

## カプコン クラシックス コレクション

### PlayStation 2版
Vol.1
日本版は2006年3月2日に発売。2007年10月11日に廉価版（Best Price）が発売。レイティングはCERO：B（12才以上対象）。
カプコンジェネレーションに収録の全ソフトに以下の6タイトルが追加されている。
- アレスの翼☆
- ファイナルファイト
- トップシークレット
- フォゴットンワールド
- 闘いの挽歌
- セクションZ

各作品の移植以外には、カプコンジェネレーションと同様なボーナス要素があるが、アレンジBGMはカプコンジェネレーション収録のソフトのみ収録されている。
なお、日本国外ではXbox版も発売されており、リージョンコードによる制限がなされていないので日本版Xbox本体でも動作する。
Vol.2
日本国外でのみ発売。（）内は日本でのタイトル。
- 1941 Counter Attack
- Avengers（必殺無頼拳）☆
- Black Tiger（ブラックドラゴン）☆
- Block Block（ブロックブロック）☆
- Captain Commando（キャプテンコマンドー）
- Eco Fighters（アルティメット エコロジー）☆
- Knights Of The Round（ナイツ オブ ザ ラウンド）
- Last Duel（ラストデュエル）☆
- Magic Sword（マジックソード）
- Mega Twins（チキチキボーイズ）
- Quiz & Dragons（クイズ＆ドラゴンズ）☆
- Side Arms（サイドアーム）
- Street Fighter（ストリートファイター）
- Strider（ストライダー飛竜）
- Super Street Fighter II Turbo（スーパーストリートファイターIIX）
- The King Of Dragons（ザ キング オブ ドラゴンズ）
- The Speed Rumbler（ラッシュ&クラッシュ）☆
- Tiger Road（虎への道）
- Three Wonders（ワンダー3）
- Varth（バース）☆

こちらも北米ではXbox版が発売されており、リージョンコードによる制限がなされていないので日本版Xbox本体でも動作する。

#### PS2版の不具合
PlayStation 2版『カプコン クラシックス コレクション』の初期版には、『大魔界村』の画面が暗い、『フォゴットンワールド』の7面のBGMがアーケード版と違う、『ファイナルファイト』でノイズが鳴るといったバグがある。カプコンは修正版との交換に応じている。後の廉価版（Best Price）では最初から修正版準拠となっている。
ただし、『魔界村』において、以下の3点は修正版および廉価版でも改善されてない。
- 時間切れ間近の警告音のテンポが早い。
- ボーナスとか得点を取った時の効果音のテンポが早い。
- 全体マップの時のBGMのテンポが少し早い。

### PlayStation Portable版
Reloaded
日本版は『カプコン クラシックス コレクション』のタイトルで2006年9月7日に発売。2007年9月13日に廉価版（Best Price）が発売。レイティングはCERO：A（全年齢対象）。
カプコンジェネレーションに収録の全ソフトに以下の3タイトル追加。
- ザ・キングオブドラゴンズ
- ナイツ オブ ザ ラウンド
- アルティメット エコロジー

各作品の移植以外に、ゲームをプレイしてコインを獲得し、そのコインでスロットに挑戦し、ポスターや資料などの画像やサウンドテストに加え、PSP版のみの要素として攻撃力の増加や武器の任意変更などのチートが獲得できる。PS2版と違い、新たに収録されたタイトルにもアレンジBGMが収録され、変更が可能である。
一部のタイトルはゲームシェアリングに対応し、1枚のディスクで他の本体にゲームを転送でき、協力プレイも可能。
Remixed
日本国外でのみ発売。（）内は日本でのタイトル。
- 1941 Counter Attack
- Avengers（必殺無頼拳）
- Bionic Commando（トップシークレット）
- Black Tiger（ブラックドラゴン）
- Block Block（ブロックブロック）
- Captain Commando（キャプテンコマンドー）
- Final Fight（ファイナルファイト）
- Forgotten Worlds（ロストワールド）
- Last Duel（ラストデュエル）
- Legendary Wings（アレスの翼）
- Magic Sword（マジックソード）
- Mega Twins（チキチキボーイズ）
- Quiz & Dragons（クイズアンドドラゴンズ）
- Section Z（セクションZ）
- Side Arms（サイドアーム）
- Street Fighter（ストリートファイター）
- Strider（ストライダー飛竜）
- The Speed Rumbler（ラッシュ&クラッシュ）
- Three Wonders（ワンダー3）
- Varth（バース）

PSP版（日本、海外版共に）もオリジナルが縦画面仕様の作品は本体を90度回転させてのプレイが可能。但し、操作感覚が通常と異なる。
なお、PSPが採用しているUMDのゲームソフトにはリージョンコードによる制限がなされていないため、日本版PSP本体でも動作する。

### ゲームボーイアドバンス版
日本国外でのみ発売。NES（日本国外版ファミコン）の作品を収録。名称は "Capcom Classics Mini Mix" 。（）内は日本でのタイトル。
- Bionic Commando（ヒットラーの復活）
- Mighty Final Fight（マイティファイナルファイト）
- Strider（日本未発売のファミコン版ストライダー飛竜）

## カプコンアーケード
2010年11月4日配信のiOS用ソフト。仮想バッドによる操作。ソフト自体は無料だが1日3回までの制限がある。プレイ回数を増やすコインの購入や回数制限が無くなる「ゲーム台購入」は有料での販売となる。難易度調整の他、プレイを楽にする有料販売の「お助けアイテム」や稼働当時の販促用グッズのコレクションなどの要素もあった。
2011年7月28日の更新でお助けアイテムは全ゲームにて無料で解放された。また全タイトルを1200円で一括購入も可能となった。2011年09月14日の更新でフリーチケットの毎日3枚の無料配布が廃止になり、最初に配布の10枚のみの使い切りになった。それ以降のプレイはゲーム台を購入するか、10枚セットのプレイ用のコイン（85円）を購入する必要がある。その後2016年5月10日に配信を終了した。尚、いくつかのタイトルは単体アプリとして配信中。
収録タイトル
- ストリートファイターII
- 大魔界村
- 1942
- 戦場の狼
- ストリートファイターII' - 2010年12月16日追加
- 魔界村 - 2011年1月6日追加
- 1943 - 2011年4月1日追加
- ファイナルファイト - 2011年4月1日追加
- スーパーパズルファイターIIX - 2011年5月12日追加
- 超魔界村 - 2011年5月12日追加
- マジックソード - 2011年7月28日追加
- ストリートファイターII' TURBO - 2011年7月28日追加

## 評価
『カプコン ジェネレーション 第3集 ここに歴史はじまる』は電撃PlayStationDPSソフトレビューでは70、70の140点。レビュアーはオマケ要素が薄いと物足りなさは感じたが、ボリュームには満足、オリジナル当時を知っているプレイヤーが時の流れに浸ってプレイするにはよくて特に『バルガス』はこのようなソフトでもないとプレイする機会はなくうち2作品は2人同時プレイが可能で親子でジェネレーションギャップを感じてみるのにはいいとした他、エグゼドエグゼスは弾が避けにくい操作性であるとした。ザ・プレイステーションザ・プレ流 PSソフト品評会では73、46、78の197点。レビュアーは移植度はほぼ完璧で難易度はAC版よりやや高いが収録作を過去にプレイしているなら懐かしさを感じて楽しめるが、全く知らないと地味で単調なゲームで今時のプレイヤーには面白さが分からないとした。
『カプコン クラシックス コレクションVol.1』はIGNは8ボーナス取得のために2回以上プレイ可能だと述べた。1UP.comは22タイトルも収録されている多様性だけでも注目に値するとした。GameSpyは最新作でも10年以上前のものでグラフィックやサウンドに期待するものではないがオリジナルを忠実に再現していてカプコンのいくつかのヒット作が収録されていないのは残念だがかつて時間とお金を費やしてきたゲームファンには見逃せないとした。Eurogamerはノスタルジストやゲーム歴史家にとって大変値打ちがあり、偉大なゲーム会社の起源を知ることができるとした。Yahoo!は様々な一流作品が収録されアンロックによるエクストラコンテンツを備えた本作はどんなレトロゲーマーにとっても魅力的だとした。GameSpotはサウンドリミックスが興味深く操作性もいいが、ストリートファイターIIはオリジナルとは違う部分が多いとした。シドニー・モーニング・ヘラルドは硬貨を入れなくても1980年代の思い出を再びプレイできるのは喜びで、戦場の狼II、バルガス、ロストワールド、ガンスモークのようにあまり知られていない作品も収録されているが、ちょっとやってみただけでも楽しめ、これらのシンプルさとプレイしやすさがゲームを楽しくしているとした上でストIIのように一部バージョン違いの作品も収録されており、ファンにとっては素晴らしいがライトユーザーには妨げかもしれない、グラフィックやサウンドが今時のものではないことを乗り越えられればゲームプレイは変わらず臆病であることに気付くかもしれないが、本作は価値のあるレトロコレクションで真剣なゲーマーなら誰もが誇りに思い、若いゲーマーがゲーム業界のビートルズやストーンズの名作をプレイする機会だと結論付けた。
『カプコン クラシックス コレクションVol.2』はGameSpotはエミュレートが正確でグラフィックも480pによって鮮明、エクストラは非常にクール、収録作は過去のコレクションのように大きなヒット作ではないとした。Game Informerはある程度のゲーマーは懐かしさも感じられるが日本のみ発売されたゲームも収録されていて安いコレクションだがそれほど夢中になるほどもでないだろうとした。GamesRadar+プレゼンテーションがよく一部あまりよく面白くないゲームがありグラフィックはオリジナルの解像度を再現することはできないがアンロックによるチート、アートギャラリーはあなたのゲームヒストリーにとって素晴らしい報酬であるとした。
PSP版『カプコン クラシックス コレクション（Reloaded）』はGameSpotでは正確にエミュレートされていないことや、EurogamerではPSPの十字キーが収録作品の操作に適していないことが挙げられている。
『Capcom Classics Collection Remixed』は1UP.comはプレゼンテーションが優れていて今までカプコンが発売した中で最も強力なレトロコンピネーションであることは間違いないと賞賛。GameZoneはグラフィックはオリジナルと同じように表示されるが元々PSPのような小さな画面でプレイすることを想定していなかったため1度に全てのアクションを見ることはできないとした。IGNはゲームの中断セーブがなく、1度別のゲームを切り替えると戻っても最初からやり直す必要があるとした。Game Revolutionはオリジナルにのように縦スクロールゲームをするにはPSPを90度回転させなければならなく、アドホックプレイは他のプレイヤーもソフトが持っている必要だあるとした。シドニー・モーニング・ヘラルドはレトロゲームファン向けで移植度がよくコンフィグや画面の向きなどオプション、ワイヤレスオプションが快適だとした。